# Sainte-Sabine-sur-Longève
Sainte-Sabine-sur-Longève – miejscowość i gmina we Francji, w regionie Kraj Loary, w departamencie Sarthe.
Według danych na rok 1990 gminę zamieszkiwało 569 osób, a gęstość zaludnienia wynosiła 48 osób/km² (wśród 1504 gmin Kraju Loary, Sainte-Sabine-sur-Longève plasuje się na 806. miejscu pod względem liczby ludności, natomiast pod względem powierzchni na miejscu 924.).